# Murray Leaf
Murray John Leaf (1 de junio de 1939) es un antropólogo cultural y social norteamericano. Nació en Nueva York en 1939, y creció en Tucson, Arizona. Después del servicio activo para entrenamiento en la Reserva del Ejército de los Estados Unidos en 1957, asistió a la Universidad de Arizona y la Universidad de Reed, recibiendo un B. A. en Filosofía en Reed en 1961. Recibió un Ph D. en Antropología Social de la Universidad de Chicago en 1966. Ha enseñado en el Pomona College, la Universidad de California, Los Ángeles, y la Universidad de Texas en Dallas.

## Trayectoria
En trabajos de desarrollo práctico, Leaf se ha desempeñado como Científico Social Senior en el Proyecto de Riego y Gestión del Agua y Capacitación, en la India (1987-89), Socioeconomista Senior para el Estudio de Respuesta a las Inundaciones de Bangladés (1990-1993), y como consultor al Centro de Desarrollo Regional de las Naciones Unidas de Nagoya, Japón (1991-95).
Ha sido miembro del consejo editorial del Diálogo de Desarrollo Regional, la revista del Centro de Desarrollo Regional de las Naciones Unidas y la revista antropológica en línea Antropología Matemática y Teoría Cultural. Ha ocupado cargos electos en la sección de Cultura y Agricultura de la Asociación Americana de Antropología y la Sociedad de Ciencias Antropológicas.

## Áreas de estudio
La preocupación central de Leaf es la naturaleza social del pensamiento y su relación con la organización. Metodológicamente, su argumento es de un empirismo radical en oposición al positivismo, el marxismo, el interpretacionismo y el posmodernismo. Las principales contribuciones se dividen en cuatro áreas:

### Estudios del sur de Asia
En ellos se identifica principalmente con estudios de organización social, la revolución verde y la religión india, especialmente el sijismo. Las posiciones notables incluyen el rechazo de los reclamos académicos por un "sistema de castas" omnicomprensivo y determinismo social y por el pluralismo organizativo y la racionalidad instrumental individual.

### Historia de la teoría antropológica
En la cual fue el primer escritor en discutir el tema en términos de conflictos filosóficos y epistemológicos de larga duración. Anteriormente, la convención había sido escribir como si el campo se desarrollara simplemente como una acumulación de "descubrimientos". Leaf describió el conflicto como entre monismo y dualismo, con el primero representado en la filosofía y la epistemología modernas por el escepticismo y el pragmatismo, y el segundo por las diversas formas de idealismo y materialismo, incluido el positivismo y el marxismo. Aunque los escritores posteriores han enfatizado diferentes cuestiones, la discusión explícita de las suposiciones filosóficas y epistemológicas se ha vuelto común. También fue el primer escritor moderno en llamar la atención sobre las raíces de la teoría antropológica en la teoría legal.

### La teoría social general
En la que en la posguerra fue el segundo escritor, después de Fred Bailey, en repudiar explícitamente la concepción de que la tarea del análisis social era mostrar la unidad subyacente de la sociedad o la estructura social. Leaf ha argumentado constantemente por el pluralismo organizacional. En la esfera de la cultura, también ha argumentado que ninguna comunidad tiene un solo sistema unificado de ideas y valores o "símbolos y significados" en ningún nivel. Siempre hay sistemas de ideas culturales múltiples, independientes y a menudo mutuamente opuestos. Con Dwight Read, Michael Fischer, Douglas White y otros ha contribuido al desarrollo de métodos para obtener y describir tales sistemas con una claridad y verificabilidad previamente inalcanzables. Estos incluyen las ideas que definen el parentesco, la religión, el gobierno, las organizaciones locales y las organizaciones productivas. El esfuerzo teórico incluye el desarrollo de una declaración más general de la Teoría matemática de la comunicación de Shannon y Weaver.

### Estudios de desarrollo
Ha estado entre un grupo de especialistas en desarrollo, principalmente provenientes de antropología, geografía y sociología, que han abogado por la orientación que Michael Cernea y Robert Chambers han descrito como "poner a la gente primero". Otros lo han descrito bajo el epígrafe de promover la "participación de las personas" en el diseño y la gestión de proyectos. La orientación rechaza tanto la planificación centralista como el neoliberalismo de laissez-faire, con sus respectivas justificaciones teóricas.

## Principales contribuciones

### Libros
1. Information and Behavior in a Sikh Village. (1972)
2. Frontiers of Anthropology. (con B.F. Campbell, C. Cronin, G. DeVos, W.A. Longacre, M. McClaran, F.T. Plog, J.H. Prost, and R. Wagner).  (1974)
3. Man, Mind, and Science: A History of Anthropology. (1979)
4. Song of Hope: The Green Revolution in a Panjab Village. (1984)
5. Pragmatism and Development: the Prospect for Pluralism in the Third World.  (1998)

### Principales artículos y capítulos de libros
1. 1971 "Baking and Roasting: A Compact Demonstration of a Cultural Code," in American Anthropologist.
2. 1971 "The Punjabi Kinship Terminology as a Semantic System," American Anthropologist.
3. 1983 "The Green Revolution and Cultural Change in a Panjab Village, 1965 - 1978." Economic Development and Cultural Change.
4. 1985 "The Punjab Crisis" in Asian Survey.
5. 1992 "Irrigation and Authority in Rajasthan" Ethnology.
6. 2003 “Ethnography and Pragmatism” in Alfonso Morales, ed. Renascent Pragmatism.
7. 2003 “Pragmatic Legal Norms” in Alfonso Morales, ed. Renascent Pragmatism.
8. 2004 “What is “Formal” Analysis?”  In Cybernetics and Systems: An International Journal
9. 2005 “The Message is the Medium: Language, Culture and Informatics” In Cybernetics and Systems: An International Journal.
10. 2005 “Romanticism, Meaning, and Science” in Language, Culture and the Individual: A Tribute to Paul Friedrich.  Catherine O’neil, Mary Scoggin, and Kevin Tuite, eds.